# Карпенко, Дмитрий Николаевич
Дмитрий Николаевич Карпенко (псевдоним — «Апостол»; род. 9 апреля 1982, Чернигов) — украинский журналист, блогер и общественный деятель. Свою известность он получил благодаря работе над проектом «Ищи своих», запущенным в 2022 году, цель которого — идентификация пленных и погибших российских военнослужащих во время полномасштабного вторжения России на Украину, а также установление связи с их родственниками.

## Биографические сведения
Дмитрий Карпенко родился 9 апреля 1982 года в Чернигове. Учился в средней школе № 6.
В журналистике начал работать в 2019 году. После начала войны сосредоточился на темах, связанных с конфликтом. Получил известность благодаря сотрудничеству с Владимиром Золкиным в проекте «Ищи своих», инициированном Министерством внутренних дел Украины. Именно Карпенко разработал программное обеспечение для функционирования этого проекта, который помогает идентифицировать российских военнопленных и погибших, позволяя их родственникам узнать правду, скрываемую российскими властями. По состоянию на май 2025 года вместе с Золкиным он записал более 1180 интервью с российскими пленными, раскрывая мотивы их участия в войне и детали преступлений.
Личная мотивация возросла после того, как его двоюродного брата, служившего в Территориальной обороне Чернигова, девять месяцев держали в российском плену. По словам Карпенко, он сознательно не просил военных помочь освободить брата сразу, чтобы тот не попал под пытки в российской тюрьме.
Проживает в Киеве.

## Журналистская и блогерская деятельность
Кроме «Шукай своїх», он основал ряд других проектов. В частности, YouTube-канал «Apostle Dmytro Karpenko», где публикуются беседы с российскими военнопленными. Проект направлен на разоблачение преступлений российской армии и информирование общества о судьбе пленных. По состоянию на май 2025 года канал насчитывает более 680 тыс. подписчиков и получил серебряную кнопку YouTube.
Благодаря выпуску от 22 апреля 2022 года Россия признала гибель своих военнослужащих и запросила возвращение тел, показанных в ролике.
11 августа 2022 года Дмитрий совместно с Владимиром Золкиным запустили программу «Обменный Фонд Дмитрия и Владимира», суть которой — выплата вознаграждений украинским военнослужащим за взятие в плен российских солдат. Программа работает без госфинансирования, за счёт донатов подписчиков и продажи рекламных интеграций.
В 2023 году Дмитрий Карпенко запустил проект «Апостол платит деньги» через отдельный Telegram-канал. В рамках проекта он собирает и передаёт в Силы оборны Украины оперативно-тактическую и стратегическую (секретную) информацию, полученную от российских военнослужащих. Главный девиз канала: «Я плачу деньги за информацию».
В начале 2024 года ему передали конструкторскую и техническую документацию на большое количество российских БПЛА. Российские офицеры возмутились действиями начальника Бориса Ханова на совещаниях и стремились покинуть страну — что им и удалось.
Деятельность Карпенко привлекает внимание зарубежных СМИ.

## Роль в обмене военнопленными
Дмитрий Карпенко активно содействует обменам пленных между Украиной и Россией. Он освещает работу Координационного штаба по вопросам обращения с военнопленными и проекта «Хочу жить».
В мае 2025 года он опубликовал список из 205 фамилий украинских военных, освобождённых в ходе 64-го обмена при содействии ОАЭ, а затем – списки ещё 880 освобождённых защитников Украины. Карпенко подчёркивает важность избежания излишней публичности по поводу пленных, так как это может помешать их освобождению. Его собственный опыт с братом стал примером такого подхода.
Он также общается с родственниками российских пленных, призывая их забирать своих близких, что способствует гуманитарному аспекту обменов.

## Критика
Комиссия по журналистской этике критиковала Карпенко и Золкина за возможные нарушения стандартов: сотрудничество с государственными органами и публикацию интервью с пленными, что может противоречить Женевским конвенциям. Лица пленных не скрываются, даже если на них есть следы ожогов или ранений. Интервью напоминают допросы, допускается давление на собеседника и оценочные суждения. Кроме того, использование логотипов «Военная разведка», «Национальная полиция» и «Координационный штаб обращения с военнопленными» рассматривается как злоупотребление журналистским статусом (п. 2 Кодекса этики украинского журналиста).
Карпенко отвергает обвинения, подчёркивая гуманитарную и просветительскую цель своей работы.
Российские власти реагируют на его деятельность угрозами и попытками дискредитации: ему присылали фото сына с целью запугивания, из-за чего он скрывает личную информацию. Роскомнадзор регулярно блокирует каналы и сайты, связанные с ним и Золкиным.

## Награды и отличия
В 2024 году Дмитрий Карпенко занял 10-е место в рейтинге «Топ-50 блогеров Украины» по версии журнала «Фокус». Его деятельность получила благодарность от украинских военных, семей пленных и общества в целом.

## Интересные факты
Прозвище «Апостол» ему дала одна из россиянок, с которой он общался по телефону, разговаривая с её мужем.
По фактам, о которых рассказывали пленные в беседах с Карпенко, в отношении российских военнослужащих открывались уголовные дела (мародёрство, пытки, убийства мирных жителей и т.д.), и он выступал свидетелем в некоторых из них.
На беседы с российскими пленными он часто приглашает бойцов РДК или украинских военных, сами бывших в плену.
Дмитрий — первый журналист, начавший публиковать беседы с пленными, перешедшими на сторону Украины к подразделениям РДК, ЛСР, СибБат. На канале опубликовано около 100 таких бесед.